# 함수의 극한
해석학에서 함수의 극한(영어: limit of a function)은 독립 변수가 일정한 값에 한없이 가까워질 때, 함수의 값이 한없이 가까워지는 값이다. 함수의 극한은 존재할 수도(수렴), 존재하지 않을 수도(발산) 있다. 실수를 비롯한 거리 공간의 경우, 함수의 극한 개념은 엡실론-델타 논법을 사용하여 엄밀히 정의된다. 임의의 위상 공간에서도 함수의 극한을 정의할 수 있다.

## 일변수 함수

### 정의
열린구간 {\displaystyle I\ni a} 및 실수 함수 {\displaystyle f\colon I\setminus \{a\}\to \mathbb {R} }에 대하여, 점 {\displaystyle a}에서 함수 {\displaystyle f}의 극한은 다음 조건을 만족시키는 실수 {\displaystyle L\in \mathbb {R} }이다.
- 임의의 {\displaystyle \epsilon >0}에 대하여, {\displaystyle \delta >0}가 존재하여, {\displaystyle 0<|x-a|<\delta }이면 항상 {\displaystyle |f(x)-L|<\epsilon }이게 된다.

또한, 이를 다음과 같이 표기한다.
{\displaystyle \lim _{x\to a}f(x)=L} 또는 {\displaystyle f(x)\to L\quad (x\to a)}
정의에 따라, {\displaystyle a}에서 {\displaystyle f}의 극한은 {\displaystyle a} 부근에서 {\displaystyle f}의 행위와 상관이 있으나, {\displaystyle a}에서의 함숫값과 상관 없으며, 심지어 {\displaystyle a}에서 정의되었는지와 상관 없다.

#### 단측 극한
단측 극한(單側極限, 영어: one-sided limit) 또는 한쪽 극한은 보다 더 약한 개념의 극한이며, 좌극한(左極限, 영어: left-handed limit)과 우극한(右極限, 영어: right-handed limit)으로 나뉜다. 이들은 다음과 같이 정의된다. 실수 함수 {\displaystyle f\colon (b,a)\to \mathbb {R} }에 대하여, 점 {\displaystyle a}에서 함수 {\displaystyle f}의 좌극한은 다음 조건을 만족시키는 실수 {\displaystyle L\in \mathbb {R} }이다.
- 임의의 {\displaystyle \epsilon >0}에 대하여, {\displaystyle \delta >0}가 존재하여, {\displaystyle 0<a-x<\delta }이면 항상 {\displaystyle |f(x)-L|<\epsilon }이게 된다.

또한, 이를 다음과 같이 표기한다.
{\displaystyle \lim _{x\to a-0}f(x)=L} 또는 {\displaystyle \lim _{x\to a^{-}}f(x)=L}
비슷하게, 실수 함수 {\displaystyle f\colon (a,b)\to \mathbb {R} }에 대하여, 점 {\displaystyle a}에서 함수 {\displaystyle f}의 우극한은 다음 조건을 만족시키는 실수 {\displaystyle L\in \mathbb {R} }이다.
- 임의의 {\displaystyle \epsilon >0}에 대하여, {\displaystyle \delta >0}가 존재하여, {\displaystyle 0<x-a<\delta }이면 항상 {\displaystyle |f(x)-L|<\epsilon }이게 된다.

또한, 이를 다음과 같이 표기한다.
{\displaystyle \lim _{x\to a+0}f(x)=L} 또는 {\displaystyle \lim _{x\to a^{+}}f(x)=L}

#### 일정 범위 안에서의 극한
정의역의 특정 부분 집합에서 취하는 값들만을 생각하는 극한을 정의할 수 있다. 열린구간 {\displaystyle I} 및 실수 함수 {\displaystyle f\colon I\to \mathbb {R} } 및 {\displaystyle I}의 부분 집합 {\displaystyle E\subseteq I} 및 그 극한점 {\displaystyle a\in E'}에 대하여, 부분 집합 {\displaystyle E}의 범위에서 점 {\displaystyle a}에서 함수 {\displaystyle f}의 극한은 다음 조건을 만족시키는 실수 {\displaystyle L=\lim _{E\ni x\to a}f(x)\in \mathbb {R} }이다.
- 임의의 {\displaystyle \epsilon >0}에 대하여, {\displaystyle \delta >0}가 존재하여, {\displaystyle x\in E}이고 {\displaystyle 0<|x-a|<\delta }이면 항상 {\displaystyle |f(x)-L|<\epsilon }이게 된다.

좌극한과 우극한은 이런 극한의 특수한 경우이다. 물론 유리수 점에서의 값들만을 생각하는 등 더 다양한 경우가 존재한다. 만약 {\displaystyle I\setminus \{a\}\subseteq E}인 열린구간 {\displaystyle I\ni a}가 존재한다면, 이는 일반적인 극한과 동치이며, 이 경우 기호 {\displaystyle E\ni }를 생략할 수 있다.

#### 무한대에서의 극한
실수 점 대신 무한대 점에서의 극한을 정의할 수 있다. 즉, 실수 함수 {\displaystyle f\colon (b,\infty )\to \mathbb {R} }에 대하여, 무한대에서 함수 {\displaystyle f}의 극한은 다음 조건을 만족시키는 실수 {\displaystyle L=\lim _{x\to \infty }f(x)\in \mathbb {R} }이다.
- 임의의 {\displaystyle \epsilon >0}에 대하여, {\displaystyle M>0}가 존재하여, {\displaystyle x>M}이면 항상 {\displaystyle |f(x)-L|<\epsilon }이게 된다.

비슷하게, 실수 함수 {\displaystyle f\colon (-\infty ,b)\to \mathbb {R} }에 대하여, 음의 무한대에서 함수 {\displaystyle f}의 극한은 다음 조건을 만족시키는 실수 {\displaystyle L=\lim _{x\to -\infty }f(x)\in \mathbb {R} }이다.
- 임의의 {\displaystyle \epsilon >0}에 대하여, {\displaystyle M>0}가 존재하여, {\displaystyle x<-M}이면 항상 {\displaystyle |f(x)-L|<\epsilon }이게 된다.

#### 무한대 값 극한
실수 극한 대신 무한대 극한을 정의할 수 있다. 다만, 무한대 극한은 더 넓은 의미의 극한이다. 다시 말해, 무한대 극한을 갖는 경우 극한이 존재한다고 보지 않는다. 열린구간 {\displaystyle I\ni a} 및 실수 함수 {\displaystyle f\colon I\setminus \{a\}\to \mathbb {R} }가 다음 조건을 만족시킨다면, 점 {\displaystyle a}에서 함수 {\displaystyle f}의 극한이 무한대라고 하며, {\displaystyle \lim _{x\to a}f(x)=\infty }라 표기한다.
- 임의의 {\displaystyle M>0}에 대하여, {\displaystyle \delta >0}가 존재하여, {\displaystyle 0<|x-a|<\delta }이면 항상 {\displaystyle f(x)>M}이게 된다.

비슷하게, {\displaystyle f}가 다음 조건을 만족시킨다면, 점 {\displaystyle a}에서 함수 {\displaystyle f}의 극한이 음의 무한대라고 하며, {\displaystyle \lim _{x\to a}f(x)=-\infty }라 표기한다.
- 임의의 {\displaystyle M>0}에 대하여, {\displaystyle \delta >0}가 존재하여, {\displaystyle 0<|x-a|<\delta }이면 항상 {\displaystyle f(x)<-M}이게 된다.

이와 마찬가지로, 무한대 좌극한 · 무한대 우극한 · 무한대에서의 무한대 극한 등을 정의할 수 있다.

### 성질
극한의 종류가 많으므로 가장 일반적인 경우만을 생각하자. (좌극한 · 우극한 · 범위 안 극한 · 무한대에서의 극한 · 무한대 극한의 성질도 이와 비슷하다.)
어떤 점에서 함수의 극한이 존재한다면, 이는 유일하다. 이는 함수의 극한에 표기 {\displaystyle \lim }를 사용할 수 있는 이유이다.
열린구간 {\displaystyle I\ni a} 및 실수 함수 {\displaystyle f\colon I\setminus \{a\}\to \mathbb {R} }에 대하여, 다음 조건들이 서로 동치이다.
- (극한 존재) {\displaystyle \lim _{x\to a}f(x)=L}
- (좌극한과 우극한 존재 및 일치) {\displaystyle \lim _{x\to a+0}f(x)=\lim _{x\to a-0}f(x)=L}
- (상극한과 하극한 존재 및 일치) {\displaystyle \limsup _{x\to a}f(x)=\liminf _{x\to a}f(x)=L}
- ('닿지 않는' 수열의 극한 보존) 모든 {\displaystyle (x_{n})_{n\in \mathbb {N} }\subseteq I\setminus \{a\}}에 대하여, {\displaystyle \lim _{n\to \infty }x_{n}=a}라면, {\displaystyle \lim _{n\to \infty }f(x_{n})=L}이다.
- ('닿지 않는' 수열의 극한 보존) 다음 두 조건을 만족시킨다.
  - 모든 {\displaystyle (x_{n})_{n\in \mathbb {N} }\subseteq I\setminus \{a\}}에 대하여, {\displaystyle \lim _{n\to \infty }x_{n}=a}라면, {\displaystyle \lim _{n\to \infty }f(x_{n})}가 존재한다.
  - 어떤 {\displaystyle (x_{n})_{n\in \mathbb {N} }\subseteq I\setminus \{a\}}에 대하여, {\displaystyle \lim _{n\to \infty }x_{n}=a}이며, {\displaystyle \lim _{n\to \infty }f(x_{n})=L}이다.

증명:
간단하게 절댓값을 풀고 묶는 과정이다.
(충분조건) 모든 양의 실수 {\displaystyle \epsilon }에 대해 {\displaystyle 0<\left|x-a\right|<\delta \Rightarrow \left|f(x)-L\right|<\epsilon }을 만족하는 어떤 양의 실수 {\displaystyle \delta }가 존재한다. 이 때 {\displaystyle x>a,~x<a}의 두가지 경우가 존재한다.
첫 번째 경우 {\displaystyle 0<x-a<\delta \Rightarrow \left|f(x)-L\right|<\epsilon }이고 두 번째 경우 {\displaystyle 0<a-x<\delta \Rightarrow \left|f(x)-L\right|<\epsilon }이다. 따라서 좌극한과 우극한의 정의에 의하여 {\displaystyle \lim _{x\to a^{-}}f(x)=L=\lim _{x\to a^{+}}f(x)}이다.
그러므로 {\displaystyle \lim _{x\to a}f(x)=L}은 {\displaystyle \lim _{x\to a^{-}}f(x)=L=\lim _{x\to a^{+}}f(x)}의 충분조건이다.
(필요조건) 모든 양의 실수 {\displaystyle \epsilon }에 대해 {\displaystyle 0<x-a<\delta _{1}\Rightarrow \left|f(x)-L\right|<\epsilon }와 {\displaystyle 0<a-x<\delta _{2}\Rightarrow \left|f(x)-L\right|<\epsilon }를 만족하는 어떤 양의 실수 {\displaystyle \delta _{1},\delta _{2}}가 존재한다.
{\displaystyle \delta }를 {\displaystyle \min(\delta _{1},\delta _{2})}로 잡아주면, {\displaystyle 0<\delta \leq \delta _{1},~0<\delta \leq \delta _{2}}이다. 이때 {\displaystyle x>a}라면 {\displaystyle 0<\left|x-a\right|<\delta \Rightarrow 0<x-a<\delta \leq \delta _{1}\Rightarrow \left|f(x)-L\right|<\epsilon }이다.
마찬가지로 {\displaystyle x<a}라면 {\displaystyle 0<\left|x-a\right|<\delta \Rightarrow 0<a-x<\delta \leq \delta _{1}\Rightarrow \left|f(x)-L\right|<\epsilon }이다. 따라서 극한의 정의에 의하여 {\displaystyle \lim _{x\to a}f(x)=L}이다.
그러므로 {\displaystyle \lim _{x\to a}f(x)=L}은 {\displaystyle \lim _{x\to a^{-}}f(x)=L=\lim _{x\to a^{+}}f(x)}의 필요조건이다.
어떤 점에서 함수의 극한이 존재한다면, 함수는 그 점에서 국소 유계 함수이다. 즉, 열린구간 {\displaystyle I\ni a} 및 {\displaystyle a}에서 극한이 존재하는 함수 {\displaystyle f\colon I\setminus \{a\}\to \mathbb {R} }에 대하여, 항상 다음을 만족시키는 빠진 근방 {\displaystyle J\setminus \{a\}\subseteq I\setminus \{a\}} 및 양의 실수 {\displaystyle M>0}이 존재한다.
- 임의의 {\displaystyle x\in J\setminus \{a\}}에 대하여, {\displaystyle |f(x)|<M}

함수의 극한은 순서를 보존한다. 즉, 열린구간 {\displaystyle I\ni a} 및 {\displaystyle a}에서 극한이 존재하는 함수 {\displaystyle f,g\colon I\setminus \{a\}\to \mathbb {R} }에 대하여, 서로 대우인 다음 두 성질이 성립한다.
- 어떤 빠진 근방 {\displaystyle J\setminus \{a\}\subseteq I\setminus \{a\}}에서 항상 {\displaystyle f(x)\leq g(x)}라면, {\displaystyle \lim _{x\to a}f(x)\leq \lim _{x\to a}g(x)}이다.
- {\displaystyle \lim _{x\to a}f(x)<\lim _{x\to a}g(x)}이라면, 어떤 빠진 근방 {\displaystyle J\setminus \{a\}\subseteq I\setminus \{a\}}에서 항상 {\displaystyle f(x)<g(x)}이다.

증명:
귀류법을 이용한다. 결론을 부정하여 {\displaystyle L>M}이라 가정하자. 극한의 5번째 성질에 의하여 {\displaystyle \lim _{x\to a}\left\{g(x)-f(x)\right\}=M-L}이다. 가정에 의하여 {\displaystyle L-M>0}이므로 극한의 정의에 의하여 {\displaystyle 0<\left|x-a\right|<\delta \Rightarrow \left|\left\{g(x)-f(x)\right\}-\left(M-L\right)\right|<L-M}를 만족하는 어떤 양의 실수 {\displaystyle \delta }가 존재한다. 어떤 수의 절댓값은 그 수보다 크거나 같으므로 {\displaystyle \left\{g(x)-f(x)\right\}-\left(M-L\right)<L-M}이다. 정리하면 {\displaystyle f(x)>g(x)}이므로 이는 전제에 대해 모순이다. 그러므로 {\displaystyle L\leq M}이다.
함수의 극한은 사칙 연산을 보존한다. 즉, 열린구간 {\displaystyle I\ni a} 및 {\displaystyle a}에서 극한이 존재하는 함수 {\displaystyle f,g\colon I\setminus \{a\}\to \mathbb {R} }에 대하여, 다음 성질들이 성립한다.
- {\displaystyle \lim _{x\to a}(f(x)+g(x))=\lim _{x\to a}f(x)+\lim _{x\to a}g(x)}
- {\displaystyle \lim _{x\to a}(f(x)-g(x))=\lim _{x\to a}f(x)-\lim _{x\to a}g(x)}
- {\displaystyle \lim _{x\to a}f(x)g(x)=\lim _{x\to a}f(x)\lim _{x\to a}g(x)}

만약 추가로 어떤 빠진 근방 {\displaystyle J\setminus \{a\}\subseteq I\setminus \{a\}}에서 항상 {\displaystyle g(x)\neq 0}이라면,
- {\displaystyle \lim _{x\to a}{\frac {f(x)}{g(x)}}={\frac {\displaystyle \lim _{x\to a}f(x)}{\displaystyle \lim _{x\to a}g(x)}}}

증명:
함수의 극한의 엄밀한 정의인 엡실론-델타 논법을 이용하면 쉽게 보일 수 있다.
1. {\displaystyle \lim _{x\to a}\left\{f(x)+g(x)\right\}=\alpha +\beta }
삼각 부등식에 의하여
{\displaystyle |f(x)+g(x)-(\alpha +\beta )|=|(f(x)-\alpha )+(g(x)-\beta )|\leq |f(x)-\alpha |+|g(x)-\beta |}
가 성립한다.
모든 양의 실수 {\displaystyle \epsilon }에 대하여 {\displaystyle {\frac {\epsilon }{2}}>0}이므로
{\displaystyle |x-a|<\delta _{1}\Rightarrow |f(x)-\alpha |<{\frac {\epsilon }{2}}}
{\displaystyle |x-a|<\delta _{2}\Rightarrow |g(x)-\beta |<{\frac {\epsilon }{2}}}인 양의 실수 {\displaystyle \delta _{1}}과 {\displaystyle \delta _{2}}가 존재한다.
{\displaystyle \delta }를 {\displaystyle \min(\delta _{1},\delta _{2})}로 잡아주면 {\displaystyle 0<\delta \leq \delta _{1}}이며 동시에 {\displaystyle 0<\delta \leq \delta _{2}}이므로 위에서 언급한 부등식들을 모두 조합하면 다음과 같다.
{\displaystyle |\left\{f(x)+g(x)\right\}-(\alpha +\beta )|\leq |f(x)-\alpha |+|g(x)-\beta |<{\frac {\epsilon }{2}}+{\frac {\epsilon }{2}}=\epsilon }
다시 말해 모든 양의 실수 {\displaystyle \epsilon }에 대해 어떤 양의 실수 {\displaystyle \delta }가 존재하여 {\displaystyle 0<|x-a|<\delta \Rightarrow |{f(x)+g(x)}-(\alpha +\beta )|<\epsilon }이다.
그러므로 극한에 정의에 의하여 {\displaystyle \lim _{x\to a}\left\{f(x)+g(x)\right\}=\alpha +\beta }이다.
2. {\displaystyle \lim _{x\to a}f(x)g(x)=\alpha \beta }
증명하고자 하는 명제의 결론은 다음과 같다. 모든 양의 실수 {\displaystyle \epsilon }에 대하여 어떤 양의 실수 {\displaystyle \delta }가 존재하여 {\displaystyle 0<\left|x-a\right|<\delta \Rightarrow \left|f(x)g(x)-\alpha \beta \right|<\epsilon }이다.
여기서 {\displaystyle \alpha g(x)}를 더하고 빼주면 {\displaystyle \left|f(x)g(x)-\alpha \beta \right|=\left|f(x)g(x)-\alpha g(x)+\alpha g(x)-\alpha \beta \right|=\left|\left\{f(x)-\alpha \right\}g(x)+\alpha \left\{g(x)-\beta \right\}\right|}이다.
삼각 부등식을 사용한다면 {\displaystyle \left|f(x)g(x)-\alpha \beta \right|\leq \left|\left\{f(x)-\alpha \right\}g(x)\right|+\left|\alpha \left\{g(x)-\beta \right\}\right|=\left|f(x)-\alpha \right|\left|g(x)\right|+\left|\alpha \right|\left|g(x)-\beta \right|}이다.
모든 양의 실수 {\displaystyle \epsilon }에 대하여 {\displaystyle {\frac {\epsilon }{2\left(1+\left|\alpha \right|\right)}}>0,~1>0,~{\frac {\epsilon }{2\left(1+\left|\beta \right|\right)}}>0}이므로 {\displaystyle 0<\left|x-a\right|<\delta _{1}\Rightarrow \left|g(x)-\beta \right|<{\frac {\epsilon }{2\left(1+\left|\alpha \right|\right)}},~0<\left|x-a\right|<\delta _{2}\Rightarrow \left|g(x)-\beta \right|<1,}{\displaystyle 0<\left|x-a\right|<\delta _{3}\Rightarrow \left|f(x)-\alpha \right|<{\frac {\epsilon }{2\left(1+\left|\beta \right|\right)}}}를 만족하는 양의 실수 {\displaystyle \delta _{1},~\delta _{2},~\delta _{3}}가 존재한다.
삼각 부등식에 의해 {\displaystyle \left|g(x)\right|=\left|g(x)-\beta +\beta \right|\leq \left|g(x)-\beta \right|+\left|\beta \right|<1+\left|\beta \right|}이다.
{\displaystyle \delta }를 {\displaystyle \min(\delta _{1},\delta _{2},\delta _{3})}로 잡아주면, {\displaystyle 0<\delta \leq \delta _{1},~0<\delta \leq \delta _{2},~0<\delta \leq \delta _{3}}이므로 위에서 언급한 부등식들을 모두 조합하면 다음과 같다.
{\displaystyle {\begin{array}{rcl}\left|f(x)g(x)-\alpha \beta \right|&\leq &\left|f(x)-\alpha \right|\left|g(x)\right|+\left|\alpha \right|\left|g(x)-\beta \right|\\&<&{\frac {\epsilon }{2\left(1+\left|\beta \right|\right)}}\left(1+\left|\beta \right|\right)+\left|\alpha \right|{\frac {\epsilon }{2\left(1+\left|\alpha \right|\right)}}\\&<&{\frac {\epsilon }{2}}+{\frac {\epsilon }{2}}\\&=&\epsilon \end{array}}}
다시 말해 모든 양의 실수 {\displaystyle \epsilon }에 대해 어떤 양의 실수 {\displaystyle \delta }가 존재하여 {\displaystyle 0<|x-a|<\delta \Rightarrow \left|f(x)g(x)-\alpha \beta \right|<\epsilon }이다.
그러므로 극한에 정의에 의하여 {\displaystyle \lim _{x\to a}f(x)g(x)=\alpha \beta }이다.
3. {\displaystyle \lim _{x\to a}k=k} (단, {\displaystyle k}는 상수)
모든 양의 실수 {\displaystyle \epsilon }에 대해 어떤 양의 실수 {\displaystyle \delta }가(아무 양의 실수는 상관이 없다. 여기서는 1로 한다.) 존재하여 {\displaystyle \left|x-a\right|<1\Rightarrow \left|k-k\right|=0<\epsilon }이다.
그러므로 극한에 정의에 의하여 {\displaystyle \lim _{x\to a}k=k}이다.
4. {\displaystyle \lim _{x\to a}kf(x)=k\alpha } (단, {\displaystyle k}는 상수)
{\displaystyle g(x)=k}로 정의하고 2번과 3번 성질을 적용시키자.
{\displaystyle \lim _{x\to a}g(x)=\lim _{x\to a}k=k}
{\displaystyle \lim _{x\to a}kf(x)=\lim _{x\to a}g(x)f(x)=k\alpha }
이다.
5. {\displaystyle \lim _{x\to a}\left\{f(x)-g(x)\right\}=\alpha -\beta }
{\displaystyle c=-1}로 잡고 1번과 4번 성질을 적용시키자.
{\displaystyle \lim _{x\to a}(-1)g(x)=(-1)\cdot \beta =-\beta }
{\displaystyle \lim _{x\to a}\left\{f(x)-g(x)\right\}=\lim _{x\to a}\left\{f(x)+(-1)g(x)\right\}=\alpha +(-\beta )=\alpha -\beta }
그러므로 {\displaystyle \lim _{x\to a}\left\{f(x)-g(x)\right\}=\alpha -\beta }이다.
6. {\displaystyle \lim _{x\to a}{\frac {g(x)}{f(x)}}={\frac {\beta }{\alpha }}} (단, {\displaystyle f(x)\neq 0,\alpha \neq 0})
증명하기에 앞서 다음과 같은 보조정리를 증명하자. {\displaystyle \lim _{x\to a}{\frac {1}{f(x)}}={\frac {1}{\alpha }}}
모든 양의 실수 {\displaystyle \epsilon }에 대하여{\displaystyle {\frac {\left|\alpha \right|}{2}}>0,~{\frac {\alpha ^{2}}{2}}\epsilon >0}이므로 {\displaystyle \left|x-a\right|<\delta _{1}\Rightarrow \left|f(x)-\alpha \right|<{\frac {\left|\alpha \right|}{2}},~\left|x-a\right|<\delta _{2}\Rightarrow \left|f(x)-\alpha \right|<{\frac {\alpha ^{2}}{2}}\epsilon }을 만족하는 양의 실수 {\displaystyle \delta _{1},\delta _{2}}가 존재한다.
{\displaystyle \left|f(x)-\alpha \right|<{\frac {\left|\alpha \right|}{2}}}이라면 삼각 부등식에 의하여 {\displaystyle \left|\alpha \right|=\left|\alpha -f(x)+f(x)\right|\leq \left|\alpha -f(x)\right|+\left|f(x)\right|=\left|f(x)-\alpha \right|+\left|f(x)\right|<{\frac {\left|\alpha \right|}{2}}+\left|f(x)\right|}이므로 {\displaystyle \left|f(x)\right|>{\frac {\left|\alpha \right|}{2}}}이다.
따라서 {\displaystyle {\frac {1}{\left|\alpha f(x)\right|}}={\frac {1}{\left|\alpha \right|\left|f(x)\right|}}<{\frac {1}{\left|\alpha \right|}}\cdot {\frac {2}{\left|\alpha \right|}}={\frac {2}{\alpha ^{2}}}}이다.
{\displaystyle \delta }를 {\displaystyle \min(\delta _{1},\delta _{2})}로 잡아주면, {\displaystyle 0<\delta \leq \delta _{1},~0<\delta \leq \delta _{2}}이므로 위에서 언급한 부등식들을 모두 조합하면 다음과 같다.
{\displaystyle \left|{\frac {1}{f(x)}}-{\frac {1}{\alpha }}\right|={\frac {\left|\alpha -f(x)\right|}{\left|\alpha f(x)\right|}}<{\frac {2}{\alpha ^{2}}}\cdot {\frac {\alpha ^{2}}{2}}\epsilon =\epsilon }
다시 말해 모든 양의 실수 {\displaystyle \epsilon }에 대하여 어떤 양의 실수 {\displaystyle \delta }가 존재하여 {\displaystyle 0<\left|x-a\right|<\delta \Rightarrow \left|{\frac {1}{f(x)}}-{\frac {1}{\alpha }}\right|<\epsilon }이다.
그러므로 극한의 정의에 의하여 {\displaystyle \lim _{x\to a}{\frac {1}{f(x)}}={\frac {1}{\alpha }}}이다.
위에서 증명한 보조정리와 4번 성질을 적용시키자.
{\displaystyle \lim _{x\to a}{\frac {g(x)}{f(x)}}=\lim _{x\to a}g(x)\left({\frac {1}{f(x)}}\right)=\beta \cdot {\frac {1}{\alpha }}={\frac {\beta }{\alpha }}}
그러므로 {\displaystyle \lim _{x\to a}{\frac {g(x)}{f(x)}}={\frac {\beta }{\alpha }}}이다.

그 밖에, 함수의 극한에 대하여 로피탈의 정리가 성립한다.

### 예
함수의 극한의 예는 다음과 같다.
- (상수 함수의 극한) {\displaystyle \lim _{x\to a}c=c}
- (유리 함수의 극한) {\displaystyle \lim _{x\to \infty }{\frac {a_{n}x^{n}+\cdots +a_{1}x+a_{0}}{b_{m}x^{m}+\cdots +b_{1}x+b_{0}}}={\begin{cases}\infty &n>m\\{\frac {a_{n}}{b_{m}}}&n=m\\0&n<m\end{cases}}\qquad (n,m\in \mathbb {N} ;\;a_{n},b_{m}>0)}
- (자연로그의 밑) {\displaystyle \lim _{x\to \infty }\left(1+{\frac {1}{x}}\right)^{x}=\lim _{x\to 0}(1+x)^{\frac {1}{x}}=e}
- (동위 무한소) {\displaystyle \lim _{x\to 0}{\frac {\sin x}{x}}=\lim _{x\to 0}{\frac {e^{x}-1}{x}}=\lim _{x\to 0}{\frac {\ln(1+x)}{x}}=1}
- (고위 무한소) {\displaystyle \lim _{x\to \infty }{\frac {\log _{a}x}{x^{p}}}=\lim _{x\to \infty }{\frac {x^{p}}{b^{x}}}=0\qquad (a,b>1;\;p>0)}

다음과 같은 등위 무한소 기호를 도입하자.
{\displaystyle f\sim g\quad (x\to 0)\iff \lim _{x\to 0}f(x)=\lim _{x\to 0}g(x)=0;\;\lim _{x\to 0}{\frac {f(x)}{g(x)}}=1}
그렇다면, 다음과 같은 관계들이 성립한다.
{\displaystyle x\sim \sin x\sim \tan x\sim \arcsin x\sim \arctan x\sim e^{x}-1\sim \ln(1+x)\quad (x\to 0)}
{\displaystyle a^{x}-1\sim x\ln a\quad (x\to 0)\qquad (a>0)}
{\displaystyle (1+x)^{a}-1\sim ax\quad (x\to 0)\qquad (a>0)}
{\displaystyle 1-\cos x\sim {\frac {1}{2}}x^{2}\quad (x\to 0)}
{\displaystyle \tan x-\sin x\sim {\frac {1}{2}}x^{3}\quad (x\to 0)}

## 다변수 함수

### 정의
유클리드 공간 {\displaystyle \mathbb {R} ^{n}}의 연결 열린집합 {\displaystyle \mathbf {a} \in D\subseteq \mathbb {R} ^{n}} 및 함수 {\displaystyle \mathbf {f} \colon D\setminus \{\mathbf {a} \}\to \mathbb {R} ^{m}}에 대하여, 점 {\displaystyle \mathbf {a} }에서 함수 {\displaystyle \mathbf {f} }의 극한은 다음 조건을 만족시키는 점 {\displaystyle \mathbf {L} =\lim _{\mathbf {x} \to \mathbf {a} }\mathbf {f} (\mathbf {x} )\in \mathbb {R} ^{m}}이다.
- 임의의 {\displaystyle \epsilon >0}에 대하여, {\displaystyle \delta >0}이 존재하여, {\displaystyle 0<\Vert \mathbf {x} -\mathbf {a} \Vert _{\mathbb {R} ^{n}}<\delta }이면 항상 {\displaystyle \Vert \mathbf {f} (\mathbf {x} )-\mathbf {L} \Vert _{\mathbb {R} ^{m}}<\epsilon }이게 된다.

또한, 점 {\displaystyle \mathbf {a} }에서 함수 {\displaystyle \mathbf {f} }의 다중 극한은 반복적으로 각각의 변수에 대하여 극한을 취한 것이다. 즉, 다음과 같다. (다중 극한과 극한은 서로 필요 조건도 아니고 충분 조건도 아니다.)
{\displaystyle \lim _{x_{1}\to a_{1}}\lim _{x_{2}\to a_{2}}\cdots \lim _{x_{n}\to a_{n}}\mathbf {f} (\mathbf {x} )}
비슷하게 다른 종류의 극한을 정의할 수 있다. 즉, 유클리드 공간 {\displaystyle \mathbb {R} ^{n}}의 연결 열린집합 {\displaystyle D\subseteq \mathbb {R} ^{n}} 및 함수 {\displaystyle \mathbf {f} \colon D\to \mathbb {R} ^{m}} 및 {\displaystyle D}의 부분 집합 {\displaystyle E\subseteq D} 및 그 극한점 {\displaystyle \mathbf {a} \in E'}에 대하여, 집합 {\displaystyle E}의 범위에서 점 {\displaystyle \mathbf {a} }에서 함수 {\displaystyle \mathbf {f} }의 극한은 다음 조건을 만족시키는 점 {\displaystyle L=\lim _{E\ni \mathbf {x} \to \mathbf {a} }\mathbf {f} (\mathbf {x} )\in \mathbb {R} ^{m}}이다.
- 임의의 {\displaystyle \epsilon >0}에 대하여, {\displaystyle \delta >0}이 존재하여, {\displaystyle \mathbf {x} \in E}이고 {\displaystyle 0<\Vert \mathbf {x} -\mathbf {a} \Vert _{\mathbb {R} ^{n}}<\delta }이면 항상 {\displaystyle \Vert \mathbf {f} (\mathbf {x} )-\mathbf {L} \Vert _{\mathbb {R} ^{m}}<\epsilon }이게 된다.

### 성질
두 유클리드 공간 사이의 함수의 극한에 대하여, 실수와 비슷한 성질들이 성립한다. 즉, 어떤 점에서 함수의 극한이 존재한다면, 이는 유일하며, 그 점을 포함하는 어떤 열린 공에서 유계 함수이다. 어떤 점에서 두 함수의 극한이 존재한다면, 그 함수의 선형 결합의 극한은 함수의 극한의 선형 결합과 같다. 또한, 어떤 점에서 함수의 극한이 존재한다는 것은 극한과 닿지 않는 모든 수열의 극한을 보존한다는 것이다. 공역이 1차원 유클리드 공간(즉 실수 공간)인 경우, 극한은 순서를 보존하며, 샌드위치 정리가 성립한다.
연결 열린집합 {\displaystyle \mathbf {a} \in D\subseteq \mathbb {R} ^{n}} 및 함수 {\displaystyle \mathbf {f} \colon D\setminus \{\mathbf {a} \}\to \mathbb {R} ^{m}} 및 점 {\displaystyle \mathbf {L} \in \mathbb {R} ^{m}}에 대하여, 다음 세 조건이 서로 동치이다.
- {\displaystyle \lim _{\mathbf {x} \to \mathbf {a} }\mathbf {f} (\mathbf {x} )=\mathbf {L} }
- {\displaystyle \lim _{\mathbf {x} \to \mathbf {a} }\Vert \mathbf {f} (\mathbf {x} )-\mathbf {L} \Vert _{\mathbb {R} ^{m}}=0}
- {\displaystyle \lim _{\mathbf {x} \to \mathbf {a} }f_{j}(\mathbf {x} )=L_{j}\qquad j=1,2,\ldots ,m}

이에 따라, 다변수 함수의 극한의 개념은 공역이 실수 공간인 경우로 귀결된다.
함수가 극한을 갖는 점에서 다중 극한을 가질 필요는 없으며, 반대로 다중 극한을 가지는 점에서 극한을 가질 필요는 없다. 예를 들어, 함수
{\displaystyle f(x,y)={\begin{cases}0&xy=0\\1&xy\neq 0\end{cases}}\qquad (x,y)\in \mathbb {R} ^{2}}
는 검증
{\displaystyle \lim _{k\to \infty }f\left(0,{\frac {1}{k}}\right)=0\neq 1=\lim _{k\to \infty }f\left({\frac {1}{k}},{\frac {1}{k}}\right)}
에 따라, {\displaystyle (0,0)\in \mathbb {R} ^{2}}에서 극한을 갖지 못하지만, 다중 극한 1을 갖는다.
{\displaystyle \lim _{x\to 0}\lim _{y\to 0}f(x,y)=\lim _{y\to 0}\lim _{x\to 0}f(x,y)=1}
또한, 함수
{\displaystyle g(x,y)={\begin{cases}(x+y)\sin {\frac {1}{x}}\sin {\frac {1}{y}}&xy\neq 0\\0&xy=0\end{cases}}\qquad (x,y)\in \mathbb {R} ^{2}}
는 검증
{\displaystyle 0\leq g(x,y)\leq |x|+|y|\qquad \forall (x,y)\in \mathbb {R} ^{2}}
에 따라, {\displaystyle (0,0)\in \mathbb {R} ^{2}}에서 극한 0을 갖지만, 다중 극한을 갖지 못한다.
{\displaystyle \lim _{(x,y)\to (0,0)}g(x,y)=0}
그러나, 만약 일반 극한과 다중 극한이 모두 존재한다면, 둘은 서로 같다.

## 거리 공간

### 정의
두 거리 공간 {\displaystyle (M,d_{M})}, {\displaystyle (N,d_{N})} 사이의 함수 {\displaystyle f\colon M\to N}에 대하여, 점 {\displaystyle a\in M}에서 함수 {\displaystyle f}의 극한은 다음 조건을 만족시키는 점 {\displaystyle L=\lim _{x\to a}f(x)\in N}이다.
- 임의의 {\displaystyle \epsilon >0}에 대하여, {\displaystyle \delta >0}이 존재하여, {\displaystyle 0<d_{M}(x,a)<\delta }이면 항상 {\displaystyle d_{N}(f(x),L)<\epsilon }이다.

같은 집합 위의 서로 다른 거리 함수에 대하여 서로 다른 함수의 극한을 정의 내릴 수 있다. 구분이 필요한 경우, 거리 함수 {\displaystyle d_{M},d_{N}}에 대한 함수의 극한을 {\displaystyle (d_{M},d_{N}){\bar {}}\lim _{x\to a}f(x)}와 같이 표기하자. 특히, 노름 {\displaystyle \Vert \cdot \Vert _{V},\Vert \cdot \Vert _{W}}에 의해 유도되는 거리 함수에 대한 함수의 극한을 {\displaystyle (\Vert \cdot \Vert _{V},\Vert \cdot \Vert _{W}){\bar {}}\lim _{x\to a}f(x)}와 같이 표기하자.

### 성질
두 거리 공간 {\displaystyle (M,d_{M})}, {\displaystyle (N,d_{N})} 사이의 함수 {\displaystyle f\colon M\to N} 및 점 {\displaystyle L\in N}에 대하여, 다음 두 조건이 서로 동치이다.
- {\displaystyle \lim _{x\to a}f(x)=L}
- {\displaystyle \lim _{x-a}d(f(x),L)=0}

이에 따라, 거리 공간 위의 함수의 극한은 공역이 (표준적인 거리 함수를 갖춘) 실수 공간인 경우로 귀결된다.
연결 열린집합 {\displaystyle \mathbf {a} \in D\subseteq \mathbb {R} ^{n}} 및 함수 {\displaystyle \mathbf {f} \colon D\setminus \{\mathbf {a} \}\to \mathbb {R} ^{m}} 및 점 {\displaystyle \mathbf {L} \in \mathbb {R} ^{m}}에 대하여, 다음 세 조건이 서로 동치이다.
- 어떤 {\displaystyle 1\leq p\leq \infty }에 대하여, {\displaystyle (\Vert \cdot \Vert _{p,\mathbb {R} ^{n}},\Vert \cdot \Vert _{p,\mathbb {R} ^{m}}){\bar {}}\lim _{\mathbf {x} \to \mathbf {a} }\mathbf {f} (\mathbf {x} )=\mathbf {L} }
- 모든 {\displaystyle 1\leq p\leq \infty }에 대하여, {\displaystyle (\Vert \cdot \Vert _{p,\mathbb {R} ^{n}},\Vert \cdot \Vert _{p,\mathbb {R} ^{m}}){\bar {}}\lim _{\mathbf {x} \to \mathbf {a} }\mathbf {f} (\mathbf {x} )=\mathbf {L} }

즉, 유클리드 공간 위의 Lp 노름 ({\displaystyle 1\leq p\leq \infty })에 대한 함수의 극한은 서로 동치이다. 그러나, 이는 무한 차원의 경우 성립하지 않는다.

## 역사
라이프니츠는 곡선 위에 있는 한 점의 기울기를 나타내기 위해 함수의 극한을 도입하였다.